# 엘프 씨는 살을 뺄 수 없어.
엘프 씨는 살을 뺄 수 없어.(일본어: エルフさんは痩せられない。, Plus-Sized Elf)는 Synecdoche가 쓰고 그린 일본 만화 시리즈이다. 원래 2016년 12월부터 2020년 6월까지 와니 북스의 코믹 검(Comic Gum) 웹사이트에 연재되었으며, 개별 장이 8권의 단행본으로 수집되었다. 와니 북스의 시리즈 라이선스가 만료된 후 Synecdoche는 2021년 4월부터 5월까지 시리즈를 자체 출판한 후 "신・엘프 씨는 살을 뺄 수 없어."(新・エルフさんは痩せられない。)라는 제목의 연속 만화를 시작했다. 2021년 10월 아키타 쇼텐 월간 청년 만화 잡지 도코데모 영 챔피언에 세 개의 단행본 권으로 수집되었다. 두 만화 모두 세븐 시즈 엔터테인먼트(Seven Seas Entertainment)에 의해 북미 지역 영어 출시 라이선스를 받았다. 엘리아스(Elias)가 제작한 애니메이션 TV 시리즈는 2024년 7월에 첫 방송될 예정이다.

## 구성
어느 날 밤, 영양사 나오에 토모아츠는 새로운 고객을 만난다. 그녀는 인간 세계에 머무는 동안 체중이 과도하게 늘어난 엘프 엘푸다이며, 고향 우주로 돌아갈 수 있으려면 체중 감량의 도움이 필요하다. 토모아츠가 엘푸다의 체중 감량을 도우면서 다른 많은 과체중 신화 속 존재들이 그의 도움을 구한다.